# Сребное (Ровненская область)
Сребное (укр. Срібне) — село в Крупецкой сельской общине Дубенского района Ровненской области Украины.
До 2020 года входило в Радивиловский район.
Население по переписи 2001 года составляло 796 человек. Почтовый индекс — 35542. Телефонный код — 3633. Код КОАТУУ — 5625884806.